# Cuis (Marne)
 Cuis  es una población y comuna francesa, en la región de Champaña-Ardenas, departamento de Marne, en el distrito de Épernay y cantón de Avize.

## Demografía[1][4]
| 438 | 454 | 474 | 430 | 451 | 465 | 471 | 460 | 450 | 412 | 441 | 429 | 447 | 463 | 437 | 454 | 444 | 468 | 479 | 515 | 492 | 458 | 423 | 404 | 391 | 375 | 399 | 429 | 418 | 468 | 437 | 448 | 433 | 409 |
| Para los censos de 1962 a 1999 la población legal corresponde a la población sin duplicidades (Fuente: INSEE [Consultar]) |     |     |     |     |     |     |     |     |     |     |     |     |     |     |     |     |     |     |     |     |     |     |     |     |     |     |     |     |     |     |     |     |     |

## Monumentos
- Iglesia románica, de los siglos XII y XIII,[2] situada en una terraza sobre la población.[7]

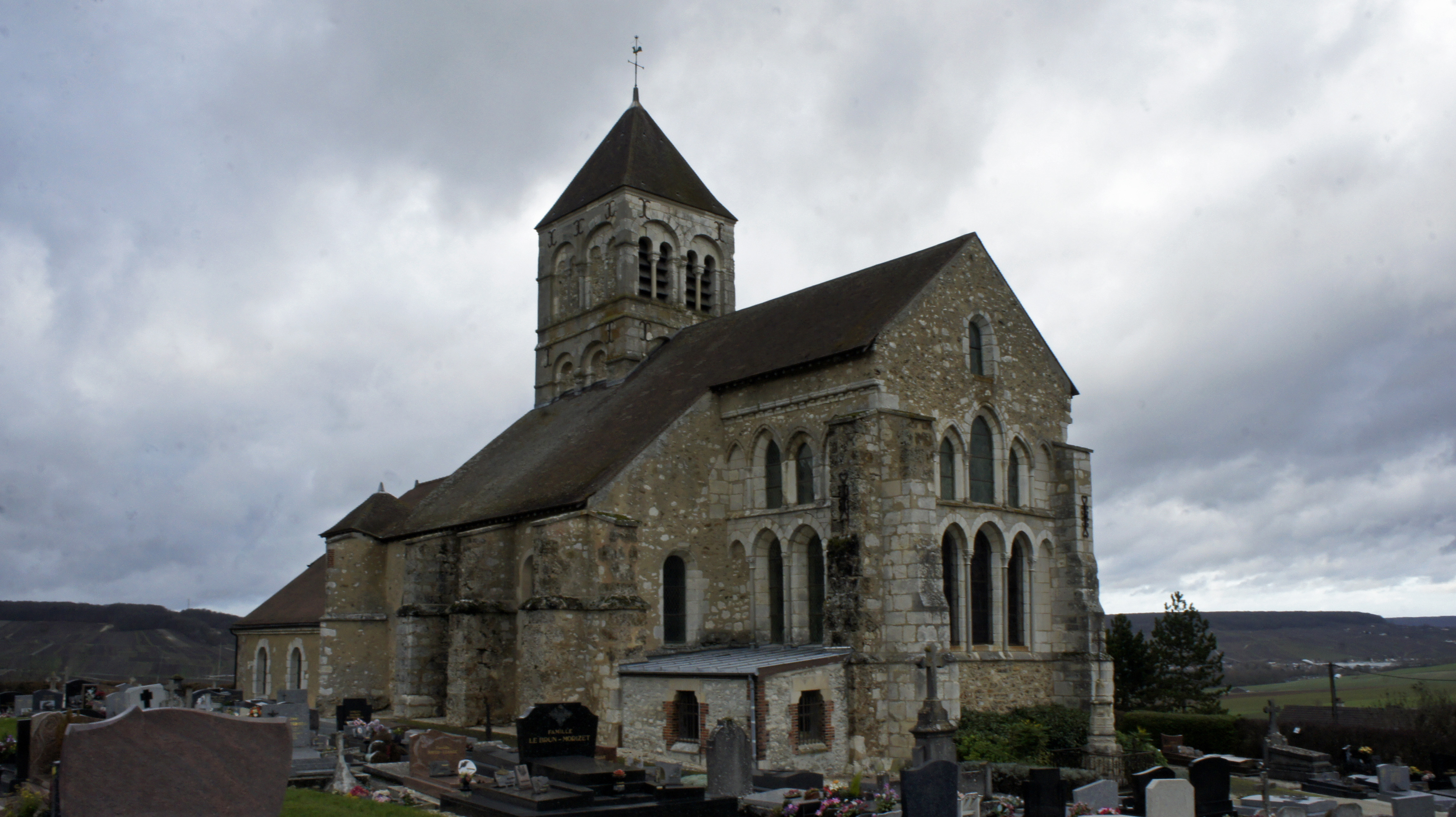
Iglesia.